# 蒼ざめた月の光
蒼ざめた月の光（あおざめたつきのひかり）は、2001年4月20日にStudio e.go!より発売された18禁AVGである。

## あらすじ
魔物アストリアは、人の精気を糧に長い時を生きてきた。獲物を見定めて夜の道を歩いていた時、一人の人間の女性セレネを見つける。だがセレネが暴漢たちに襲われそうになったとき、アストリアは彼らの前に飛び出して追い払った。いざ食事にとりかかろうとしたとき、アストリアはセレネに礼を言われる。獲物から礼を言われ興ざめしたアストリアはセレネを捕食せずそのまま放置する。その日から、アストリアはセレネをはじめとする人間という生き物に興味を持ち始めた。やがてアストリアとセレネ、彼らを取り巻く人間関係が変化していく。

## 登場人物
アストリア
主人公。長い時を生きる、人間の姿をした魔物。人間の女性と性交することによって精気を奪うこと（捕食）で生きている。獲物として目をつけたセレネが暴漢に襲われたのを助けたことで、セレネから命の恩人と慕われるようになり、それがきっかけで次第に人間という生き物に興味を持ち始める。やがて獲物としか見ていなかった人間が、自分たちと同じ絆を持つ生き物だと知ったアストリアは、今までの自分の行為に苦しむことになる。
セレネ・カッターランド
声：飯田空
本作のヒロインの一人。カッターランド家の次女。暴漢に襲われていたところを、獲物を探しにやってきたアストリアに救われる。それ以来、アストリアを慕うようになる。名門カッターランド家の次女だが、母親が先代当主の妾のため、バーバラやフランセスカから辛くあたられて使用人扱いされているが、セレネ自身はその境遇を嫌な顔ひとつせず受け入れ、彼女達を慕い献身的に尽くすなど、とても懐が深く心優しい性格。また神を深く信仰している敬虔な女性。
アールマティ
声：永瀬江美弥
本作のヒロインの一人。アストリアの同族の少女。愛称はアルマ。両親を失った戦災孤児でアストリアに拾われて育てられた。成長した後もアストリアを慕い、何百年も彼を追っかけている（だがアストリアはアルマが自分を慕っていることは知っているが、それが恋愛感情だと気づいていない）。セレネがきっかけで人間に興味を持ち変わっていくアストリアに危機感を感じ、彼の行動に干渉してくるようになる。人間の男性と性交して精気を奪い生きる魔物だが、アストリア以外の男性に抱かれたくない思いから、性交ではなく吸血によって精気を奪う捕食の仕方をすることで純潔を守っている。ストーリー展開によってはアノンに捕まり、男たちに集団で凌辱されてしまい、犯されたショックで心が壊され暴走し、アストリアの目の前でレベッカに撃ち殺されるという悲惨な死に方をする。
レベッカ
声：岡田未央
アストリアたちの一族を仇として狙う魔物ハンター。子供の頃、目の前で両親が殺されたことで、アストリアたちの一族を深く憎み、彼らを倒すことを生きがいに、一人頑固に生きてきた。ストーリー展開によってはアストリアやアルマを殺すなど、アストリア最大の敵ともいえる存在だが、アストリアやアルマが人間に危害を加えないと理解した上で彼らを見逃すなど、頑固な性格だが相手の気持ちや状況を察して考えを変えるなど柔軟な思考の持ち主。またストーリー展開によっては、クラウスと結ばれて彼と共に生きていくエンディングも用意されている。
アイリーン・カッターランド
声：坂口亜梨子
カッターランド家の三女でバーバラの娘。セレネにとっては腹違いの妹。今年18歳になるが、とても幼い外見と言動をしているあどけない少女。セレネを慕っているが、セレネを嫌うバーバラやフランセスカの前では彼女たちを恐れてセレネに冷たく接している（バーバラやフランセスカがいないところでは、セレネ姉様と慕い仲良くしている）。普段は幼くあどけない言動をしている頼りない少女だが、アストリアの正体に気づいたときには、アストリアの正体を知ってセレネが傷つかないように、一人でアストリアに会いに行ってセレネに会わないように言うなど、姉を思う心の強さを持つ。ストーリー展開によってはアイリーンもアストリアの餌食になる。また別の展開では、手違いでアノンに捕まり、アノンの裏の顔を知ってしまったために、口封じのために凌辱されて殺されてしまうという悲惨な死に方をする。
バーバラ・カッターランド
声：彩世ゆう
カッターランド家の現当主。夫である先代当主亡き後、傾きかけた名門カッターランド家を盛り上げようと、家を支えて切り盛りしている未亡人。フランセスカとアイリーンの実母で、セレネにとっては義理の母。高慢な性格だが娘思い。しかし先代当主（夫）の寵愛を受けた妾の娘であるセレネには辛くあたり、セレネを屋敷に住まわせず離れに住まわせて使用人扱いしている。だがストーリー展開によってはセレネの優しさに心を開き、アストリアが魔物だったと知った上で彼との別れを悲しむセレネの気持ちを理解して、土地を離れる前にアストリアがいた屋敷にセレネと一緒に立ち寄り、その後仲良く旅立つ様子が描かれているところから、決して悪い人物ではない。
フランセスカ・カッターランド
声：天音凜
カッターランド家の長女。美人だが高慢で自己中心的な女性。母バーバラが妾（セレネの母）の存在に苦しんでいたのを見て育ったため、セレネを毛嫌いしている。ストーリー展開によってはアストリアの餌食になる。
アリス
声：北都南
セレネの親友で商店を営む女性。明るい性格で商売上手。アストリアにも気さくに接する。いつも明るく元気に振舞うが、実は心臓に疾患を抱えている。ストーリー展開によっては彼女もアストリアの餌食となってしまう。
ミラナ
声：永瀬江美弥
スリで生計を立てる路上生活者。アストリアにスリを働いたことがきっかけで捕食される。
エレクシア
声：彩世ゆう
酒場の給仕。クラウスに同伴して酒場に入ったアストリアに目をつけられ、誘われるままに餌食になってしまう。
アノン
街の有力者。しかし部下に女性をさらってこさせては自分の怪しい実験に使い殺すなど、悪逆非道を行う裏の顔を持つ。名門カッターランド家の血筋のフランセスカとの結婚（ルートによってはセレネとの結婚）で、カッターランド家の権益を取り込もうと企む。
クラウス
名家の青年。気のいい性格でアストリアにも好意的に接する。アリスとは恋仲だが、ストーリー展開によってはアリスを失い失意のどん底にいたのをレベッカに支えられたことがきっかけで、レベッカに惹かれていき、レベッカと結ばれることになる。

## スタッフ
- 演出/監督:有原昌顕